# Адріановське сільське поселення
Адріа́новське сільське поселення (рос. Адриановское сельское поселение) — сільське поселення у складі Каримського району Забайкальського краю Росії.
Адміністративний центр — селище Адріановка.

## Населення
Населення сільського поселення становить 1147 осіб (2019; 1235 у 2010, 1189 у 2002).

## Склад
До складу сільського поселення входять:
| Населений пункт    | Населення, осіб (2002) | Населення, осіб (2010) |
| ------------------ | ---------------------- | ---------------------- |
| Адріановка, селище | 1110                   | 1165                   |
| Роз'їзд 66, селище | 0                      | -                      |
| Сідлова, селище    | 79                     | 70                     |